# Løgmanssteypið 2021
La Løgmanssteypið 2021 è stata la 67ª edizione della coppa nazionale delle Fær Øer, iniziata il 10 aprile 2021 e terminata il 4 dicembre seguente. L'HB Tórshavn era la squadra campione in carica. Il B36 Tórshavn si è laureato campione per la settima volta nella propria storia.

## Formula
Alla competizione, disputata ad eliminazione diretta, partecipano 18 squadre: alle dieci squadre della Formuladeildin se ne sono aggiunte otto provenienti dalle serie inferiori. Tutti i turni si disputano in gara unica ad eccezione delle semifinali che si disputano in partite di andata e ritorno.
Le gare del turno preliminare e degli ottavi di finale sono state sorteggiate il 22 marzo 2021.

## Squadre partecipanti
| Formuladeildin (10) | 1. deild (4)                         | 2. deild (3)                    | 3. deild (1) |
| 07 Vestur B36 Tórshavn B68 Toftir EB/Streymur HB Tórshavn ÍF Fuglafjørður KÍ Klaksvík NSÍ Runavík TB Tvøroyri Víkingur Gøta | AB Argir B71 Sandur Skála ÍF Suðuroy | FC Hoyvík Royn Hvalba Undrið FF | MB Miðvágur  |

## Turno preliminare
| 10 aprile 2021 |       |           |
| Royn Hvalba    | 0 – 3 | FC Hoyvík |
| Da decidere    |       |           |
| MB Miðvágur    | 0 – 3 | Undrið FF |

## Ottavi di finale
| 18 aprile 2021  |       |             |
| B71 Sandur      | 2 – 1 | Undrið FF   |
| TB Tvøroyri     | 0 – 2 | HB Tórshavn |
| 07 Vestur       | 3 – 0 | FC Hoyvík   |
| B36 Tórshavn    | 6 – 0 | AB Argir    |
| ÍF Fuglafjørður | 3 – 0 | Suðuroy     |
| B68 Toftir      | 1 – 2 | EB/Streymur |
| Víkingur Gøta   | 2 – 0 | Skála ÍF    |
| 20 aprile 2021  |       |             |
| KÍ Klaksvík     | 1 – 2 | NSÍ Runavík |

## Quarti di finale
| 28 maggio 2021    |       |               |
| NSÍ Runavík       | 3 – 0 | 07 Vestur     |
| 29 maggio 2021    |       |               |
| EB/Streymur       | 2 – 3 | B36 Tórshavn  |
| 30 maggio 2021    |       |               |
| ÍF Fuglafjørður   | 2 – 3 | Víkingur Gøta |
| 22 settembre 2021 |       |               |
| B71 Sandur        | 0 – 5 | HB Tórshavn   |

## Semifinali
| Squadra 1                           | Totale          | Squadra 2    | Andata | Ritorno     |
| ----------------------------------- | --------------- | ------------ | ------ | ----------- |
| 21 novembre 2021 / 29 novembre 2021 |                 |              |        |             |
| HB Tórshavn                         | 4 – 4 (6-7 dtr) | NSÍ Runavík  | 2 – 2  | 2 – 2 (dts) |
| Víkingur Gøta                       | 1 – 3           | B36 Tórshavn | 1 – 0  | 0 – 3       |

## Finale
| Arbitro: | Eiler Rasmussen |

|                                              |                      |                                                 |
| Knudsen 10’                                  | Marcatori            | 30’ Johansen                                    |
| Klæmint Olsen Egilsson Knudsen Hansen Jensen | Tiri di rigore 3 – 4 | Enevoldsen Mellemgaard Heinesen Petersen Thrane |